# اقتصاد ساو تومي وبرينسيب
اقتصاد ساو تومي وبرينسيب في حين يعتمد تقليدياً على الكاكاو إلا أنه يشهد تغيرات كبيرة بسبب الاستثمار في تطوير الصناعة النفطية في المياه الغنية بالنفط بخليج غينيا. في عام 2003 وافقت الحكومة على تنمية المنطقة المشتركة على المنطقة التي تعطي ساو تومي 40٪ من العائدات.

## المؤشرات الاقتصادية
تعتمد البلاد على المساعدات الدولية بنسبة 75٪. وقد استفادت البلاد من مبادرة البلدان الفقيرة المثقلة بالديون في عام 2007، حيث اُلغيت 91٪ من الديون الخارجية بقيمة تقارب 350 مليون دولار. بعد ذلك بوقت قصير، ألغى نادي باريس جميع الديون الثنائية التي تبلغ 24 مليون دولار.
وفي عام 2007، كانت البلاد في المرتبة 123 من أصل 177 في وفقا ل مؤشر التنمية البشرية ، مع نصيب الفرد بلغ 780 دولار أمريكي 4 . ثم في عام 2008، أصبحت المرتبة 128 والمرتبة 176 من أصل 181 في تقرير ممارسة أنشطة الأعمال الصادر عن البنك الدولي .
بلغ معدل التضخم 21.4٪ في عام 2007 ، وبلغ 24٪ في عام 2008. ومع ذلك، فقد انخفض في عام 2009، إلى 17.1٪. بفضل الاتفاق مع البرتغال. تستورد البلاد الغذاء بشكل أساسي، ويمثل الكاكاو 90 ٪ من الصادرات، مع حوالي 4000 طن سنويًا.

## الزراعة
في عام 1998، كان هناك 39000 هكتار (96.400 فدان) من الأراضي الصالحة لزراعة مزروعة بمحاصيل دائمة و2000 هكتار فقط (4900 فدان) مزروعة بمحاصيل موسمية. قبل التأميم في عام 1975، كانت الشركات الخاصة تمتلك أكثر من 80٪ من الأراضي الصالحة للزراعة.
الكاكاو، وهو محصول التصدير الرئيسي. حيث يزرع في حوالي نصف الأراضي المزروعة. ساهمت اضطرابات العمل، والاستثمار غير الكافي في خفض إنتاج الكاكاو من 10000 طن في عام 1975 إلى 3900 طن في عام 1987. وبلغ إنتاج الكاكاو حوالي 4000 طن في عام 1999. وتمثل صادرات الكاكاو حوالي 80٪ من عائدات الصادرات. المنتجات الزراعية الرى يسية الأخرى هي النخيل، الموز، الكسافا، وجوز الهند.

## معرض صور

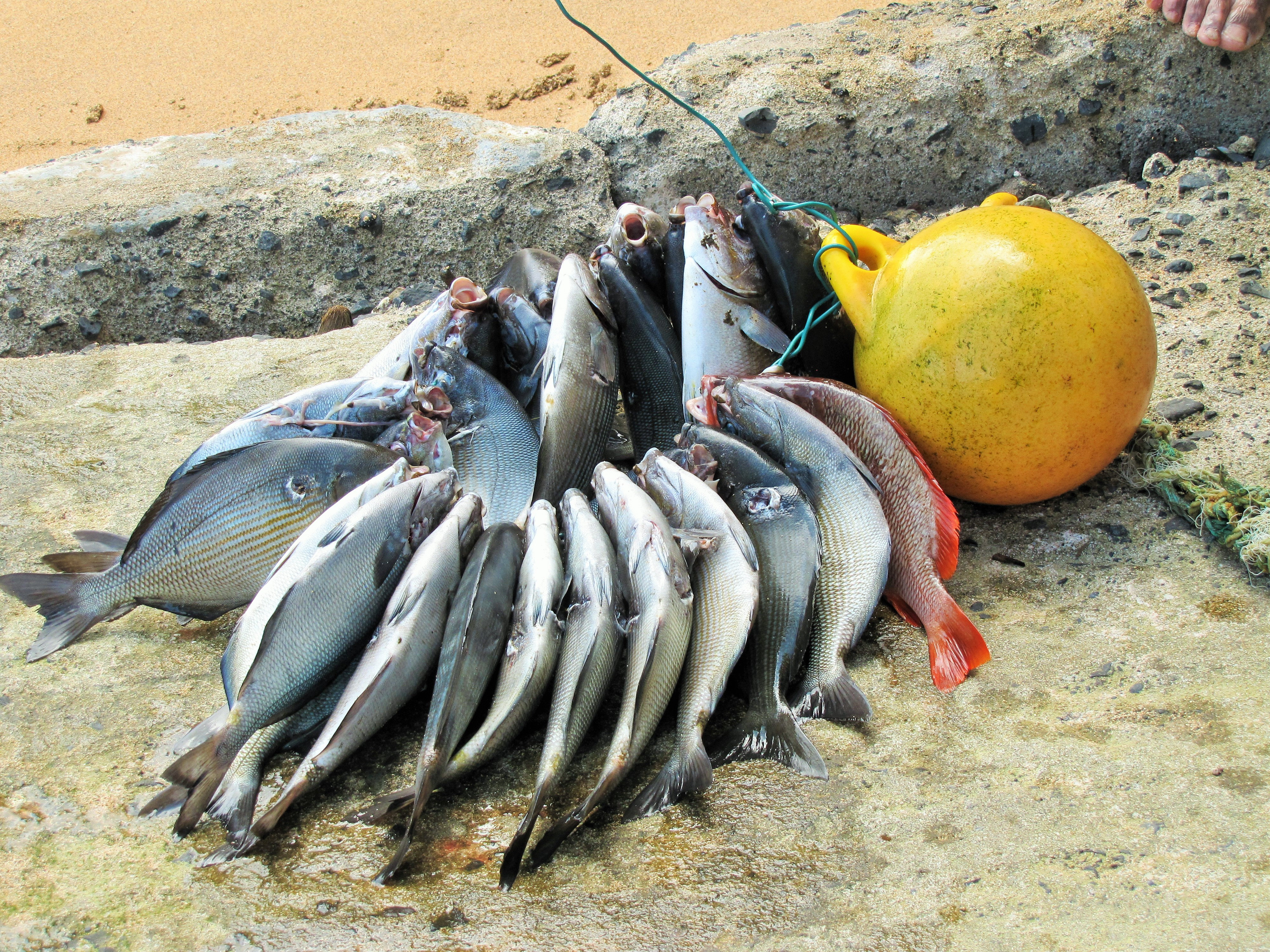
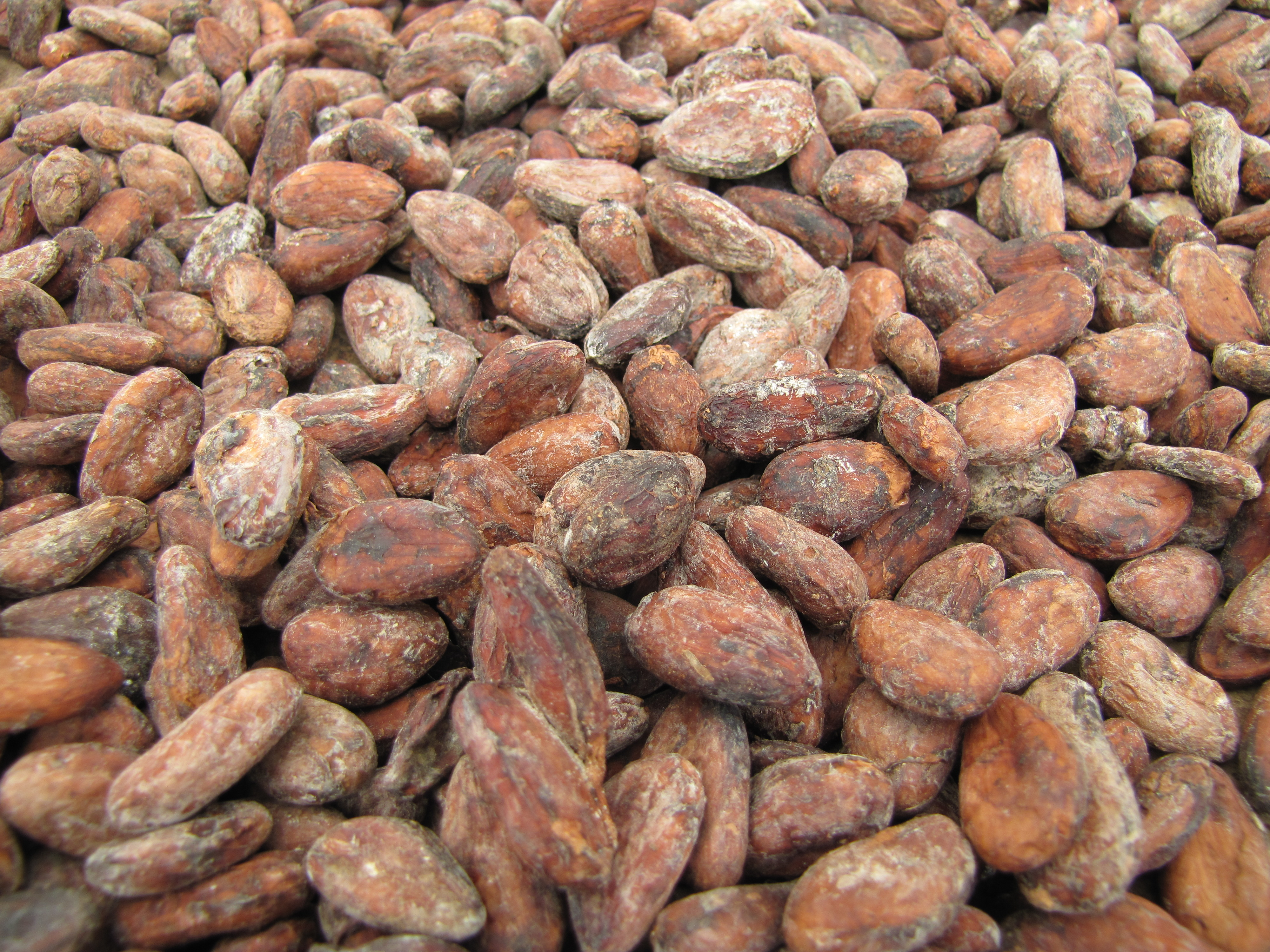
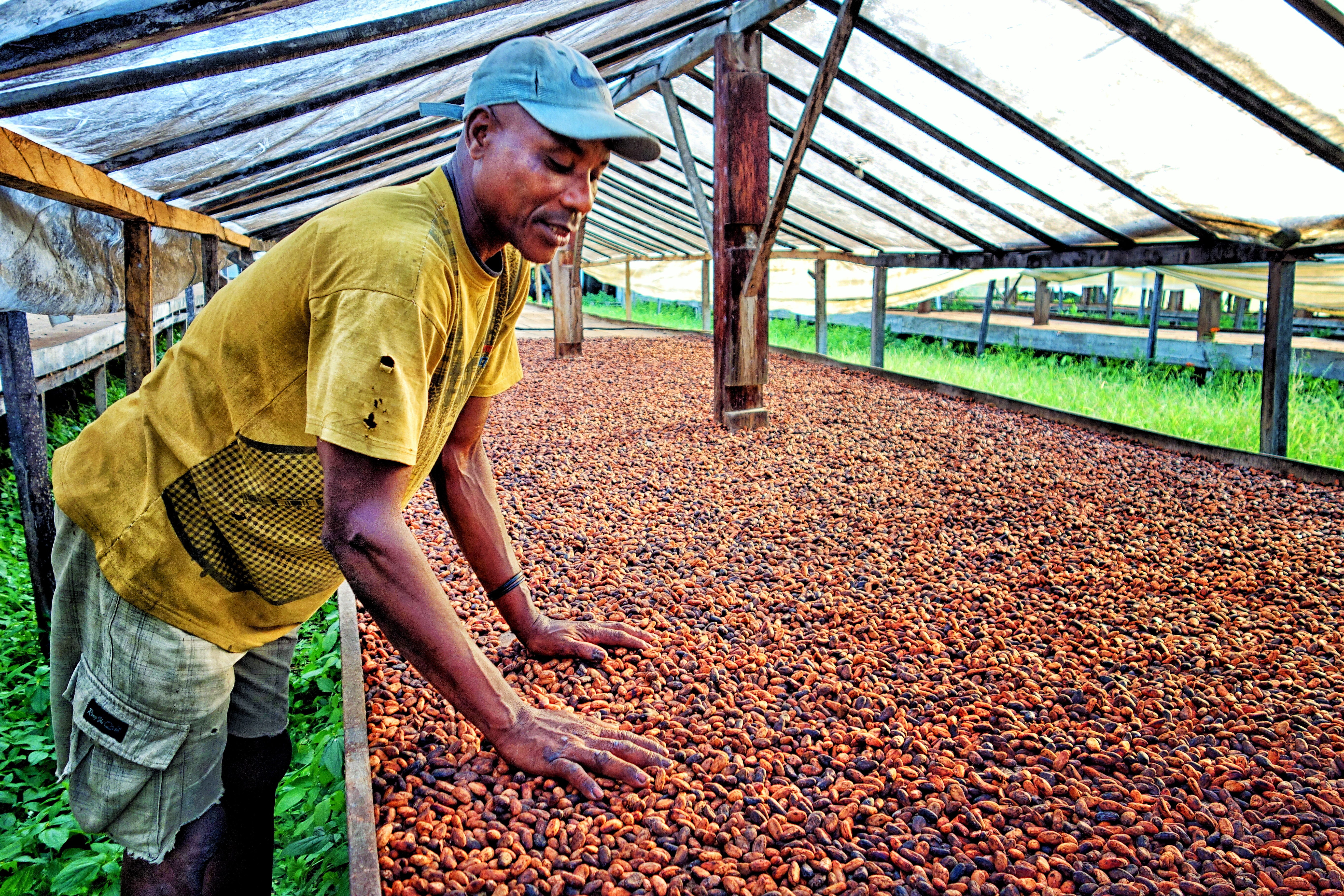
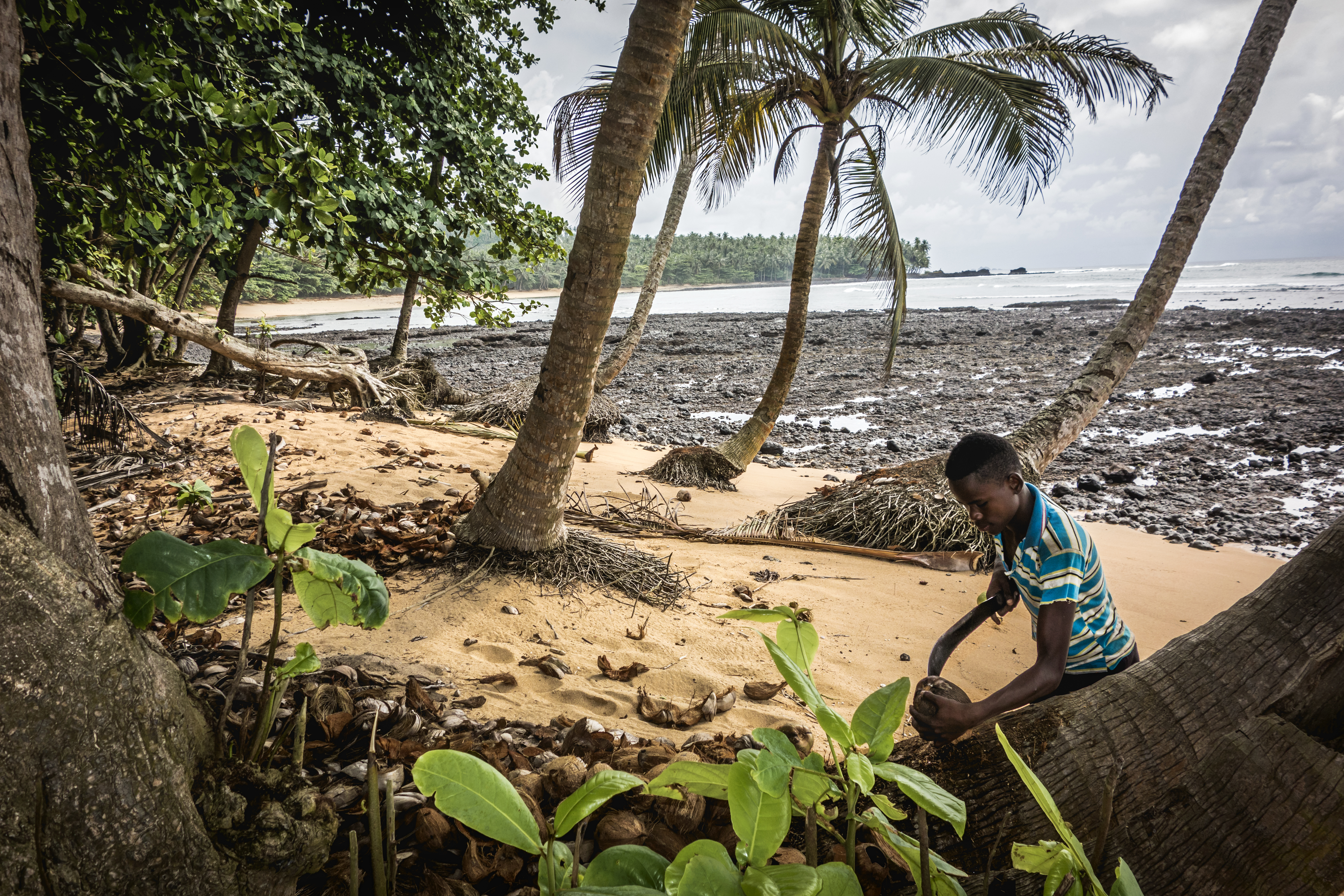